# 1922 год в автомобилестроении
Список событий в автомобилестроении в 1922 году:

## События

### Январь
- 1 — Ванкувер, один из крупнейших городов Канады перешёл на правостороннее движение. На большей части территории страны, как Британской колонии в то время использовалось левостороннее движение. Но мощное влияние южного соседа привело к принятию в 1920 году в Британской Колумбии, первой из левосторонних провинций Канады, закона о переходе на правостороннее движение[1][2].

### Февраль

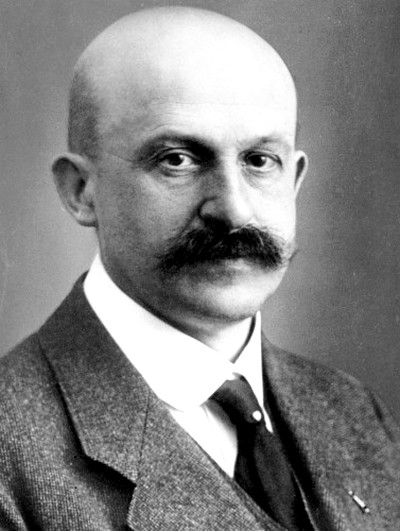
Пауль Даймлер

- 4 — Генри Форд при поддержке своей жены Клары (англ. Clara Bryant Ford) и сына Эдселя Форда приобрел компанию Lincoln Motor Company у выдающегося изобретателя и инженера-автомобилестроителя Генри Леланда за 8 миллионов долларов. Сделка положила начало созданию культового американского люксового бренда[англ.][3].

### Июль
- 1 — Пауль Даймлер, старший сын Готлиба Даймлера, перешел на должность технического директора в компанию Horchwerke AG в Цвикау. Он перестроил устаревший модельный ряд компании и в 1926 году разработал рядный 8-цилиндровый двигатель. На основе этого мотора была построена целая серия роскошных автомобилей Horch, сделавших компанию лидером этого сегмента автомобильного рынка в предвоенной Германии[4].

### Сентябрь
- 3 — официальное открытие автодрома в Монце, всего лишь третьей в мире, после Индианаполиса и Бруклендса, гоночной трассы, специально построенной для соревнования автомобилей. В этот дождливый день в присутствии премьер-министра Факты состоялись соревнования малолитражных автомобилей[5].